# 孤山之歌
孤山之歌是2012年電影《哈比人：意外旅程》的主題歌曲，由紐西蘭歌手尼爾·芬恩演唱。歌詞來自於托爾金原著小說《哈比人》裡矮人遠征隊在比爾博·巴金斯面前演唱的一首歌。
這首歌曲共有兩個版本，一個是由尼爾·芬恩編寫歌詞、於電影片尾處演唱的孤山之歌；另一個則是迷霧山脈（Misty Mountains），為李察·阿米塔吉帶領其他演員用托爾金原著內寫的歌詞演唱的歌曲。
尼爾·芬恩也在2012年11月28日紐西蘭威靈頓的《哈比人：意外旅程》全球首映典禮上演唱這首歌，為首映典禮開幕。

## 製作

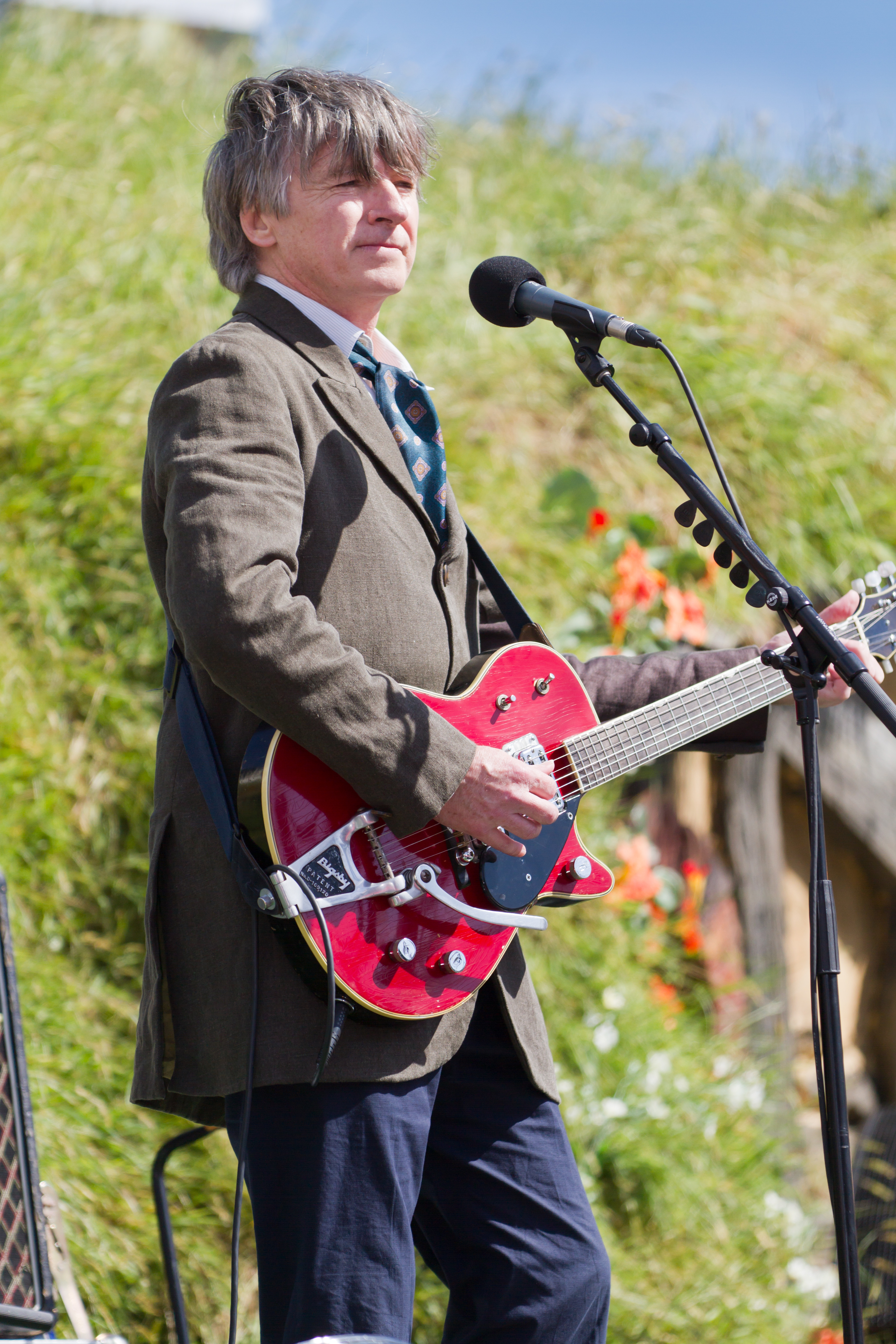
尼爾·芬恩在紐西蘭威靈頓的《哈比人：意外旅程》全球首映典禮上演唱這首歌。

尼爾·芬恩和大衛·唐納森、史蒂夫·洛奇、珍妮特·羅德迪克和大衛·朗共同撰寫了孤山之歌的旋律，終由尼爾·芬恩和他的兩名兒子完成歌曲錄製。
在尼爾·芬恩創作和演唱這首歌前，彼得·傑克森及其團隊建議他進入一種「矮人的心態」來尋求靈感，芬恩有先閱讀了《哈比人》小說、觀看部分電影片段，及聆聽傑克森給他的一些矮人語錄音，以深入了解矮人族的思維方式。他說：「孤山之歌是從一個黑暗而神秘的主題發展而來的，矮人們在電影的初期就已唱出來了」。

## 迷霧山脈
在《哈比人：意外旅程》電影裡，索林·橡木盾（李察·阿米塔吉飾演）和他的矮人手下在袋底洞內演唱了一首名為迷霧山脈的歌曲，敘述了矮人一族坎坷的歷史；這首歌的旋律與內容皆與片尾的孤山之歌極其相似。

## 榮譽
孤山之歌獲提名2012年休斯頓影評人協會獎的最佳原創歌曲獎。